# Amanda Palmer
Amanda Palmer (Nova Iorque, 30 de Abril de 1976) é uma artista estadunidense que iniciou sua carreira como vocalista e pianista da banda punk de cabaret The Dresden Dolls. Desde então, ela desenvolveu sua carreira solo, além de ser uma das metades da dupla Evelyn Evelyn, criada em parceria com Jason Webley. Atualmente ela atua como vocalista na banda The Grand Theft Orchestra. Autora do livro A Arte de Pedir ela foi uma pioneira na prática do financiamento coletivo, sendo uma das primeiras artistas a abandonar sua gravadora ao usar esse recurso para financiar um álbum.

## Biografia
Amanda Palmer nasceu no Mount Sinai Hospital de Nova Iorque, e cresceu em Lexington, Massachusetts. Ela frequentou a Lexington High School, onde participou do departamento de teatro. Depois, frequentou a Wesleyan University, onde foi membro de uma das fraternidades mais antigas dos Estados Unidos, a Eclectic Society. Ela encenou performances baseadas no trabalho da banda The Legendary Pink Dots, e esteve envolvida com a lista eletrônica de discussão da Legendary Pink Dots, a Cloud Zero. Nessa época, ela formou o coletivo Shadowbox Collective, dedicado ao teatro de rua e também a montagem de peças (como por exemplo a peça Hotel Blanc, que ela dirigiu, em 2002).

Interessada pelas artes performáticas, tanto musicais quanto cênicas, Palmer passou algum tempo se vestindo de uma estátua viva chamada "The Eight Foot Bride" (algo como "A noiva de dois metros e meio") no Harvard Square, Cambridge; Edinburgo, na Escócia; Austrália (onde conheceu Jason Webley); assim como em muitos outros lugares. Ela faz referência a essa experiência na canção "The Perfect Fit", presente em álbum da The Dresden Dolls:
"I can paint my face
And stand very, very still
It's not very practical
But it still pays the bills"
("Eu posso pintar minha cara
E ficar bem, bem parada
Não é muito prático
Mas mesmo assim paga as contas")

### The Dresden Dolls

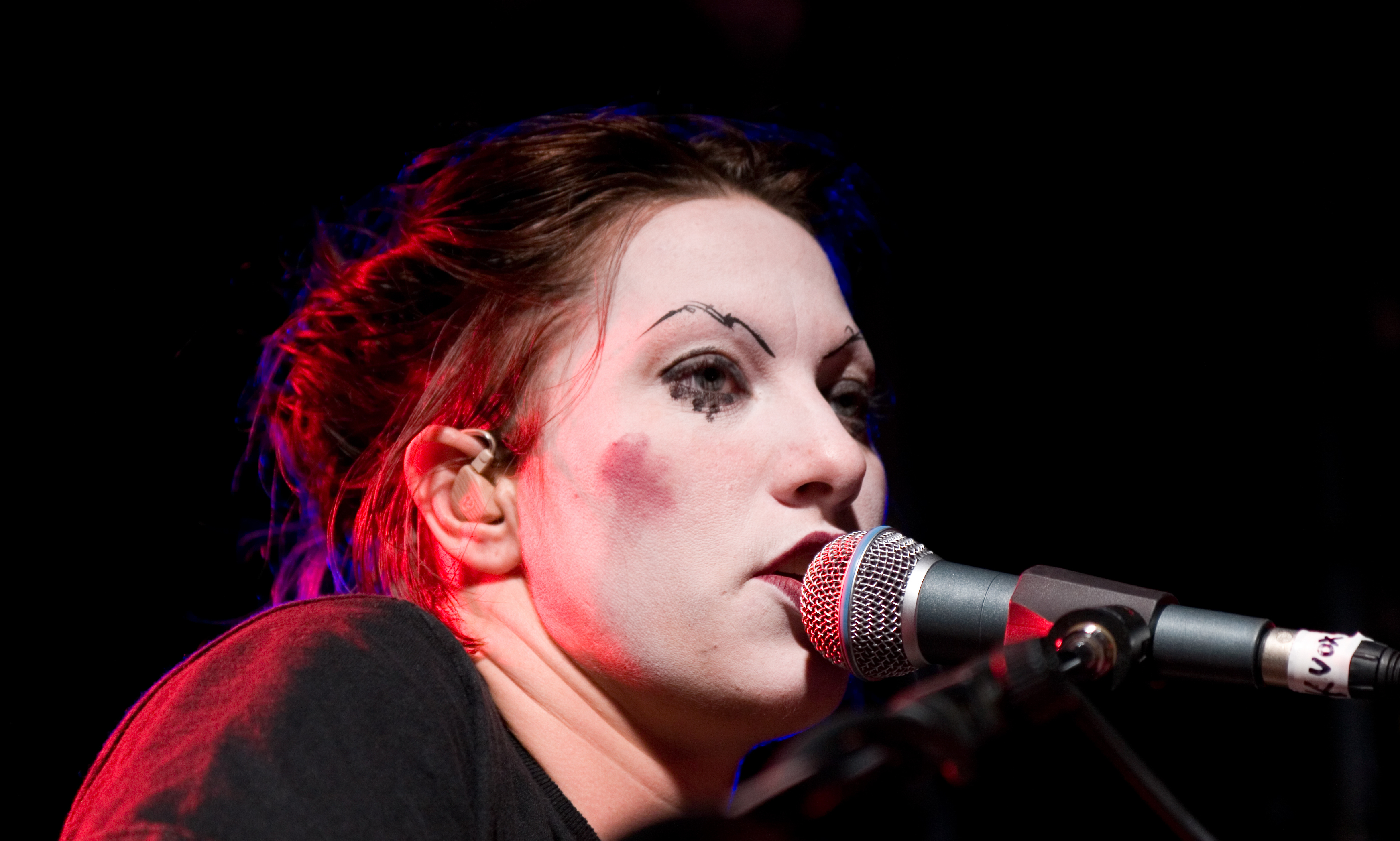
Amanda Palmer tocando com sua banda, The Dresden Dolls, no Kings Arms Tavern em Auckland, Nova Zealandia, em Setembro de 2006

Numa festa de Halloween em 2000, Palmer conheceu o baterista Brian Viglione, com quem mais tarde formou a banda The Dresden Dolls. Empenhada em expandir a experiência e a interatividade das artes performáticas, Amanda passou a convidar estudantes da Lexington High School para realizarem peças de teatro em seus shows. A The Dirty Business Brigade, uma trupe de artistas jovens e diversos, participou de várias apresentações. Os personagens convidados se misturavam na plateia antes e durante o show, e alguns grupos veteranos às vezes participavam com coreografias no palco. Marionetes em tamanho natural, "coin-operated boys" estátuas vivas e outras manifestações underground recebiam os fãs, enquanto o circo e o burlesco chamavam a plateia para a música da Dolls, criando uma atmosfera participativa, que levava a plateia a experimentar vários tipos de arte simultaneamente.  
Depois de conquistar seguidores, em 2002 a banda gravou o álbum de estreia, o homônimo "The Dresden Dolls", com produção de Martin Bisi. O álbum foi produzido antes da banda ser contratada pela Roadrunner Records.
Em 2006, o songbook The Dresden Dolls Companion foi publicado - com texto, música e arte de Amanda Palmer. Nessa publicação, ela escreveu a história do álbum The Dresden Dolls e do duo, assim como uma autobiografia parcial. O livro também contém letras, partituras e comentários sobre cada música do disco, tudo escrito por Palmer, assim como um DVD com entrevista de 20 minutos com Amanda, sobre o processo de criação do livro. Em junho de 2007, como integrante da Dresden Dolls, participou da turnê True Colors Tour, que incluiu sua estreia na New York City's Radio City Music Hall, e também sua primeira crítica no The New York Times. 
Em Julho de 2008 saiu o segundo livro da Dresden Dolls, o "Virginia Companion". É um desenvolvimento do The Dresden Dolls Companion, incluindo músicas e letras dos álbuns "Yes, Virginia..." (2006) e "No, Virginia..." (2008).

### The Onion Cellar and Cabaret
Amanda Palmer concebeu o musical/produção The Onion Cellar, baseado num conto do The Tin Drum Grass. Entre dezembro de 2006 e janeiro de 2007, a The Dresden Dolls encenou a peça em conjunto com o American Repertory Theater, no Zero Arrow Theatre, Cambridge, Massachusetss. Enquanto Palmer estava claramente frustrada com a direção que o show tomou, as opiniões dos fãs e da crítica eram muito positivas.

### Carreira solo

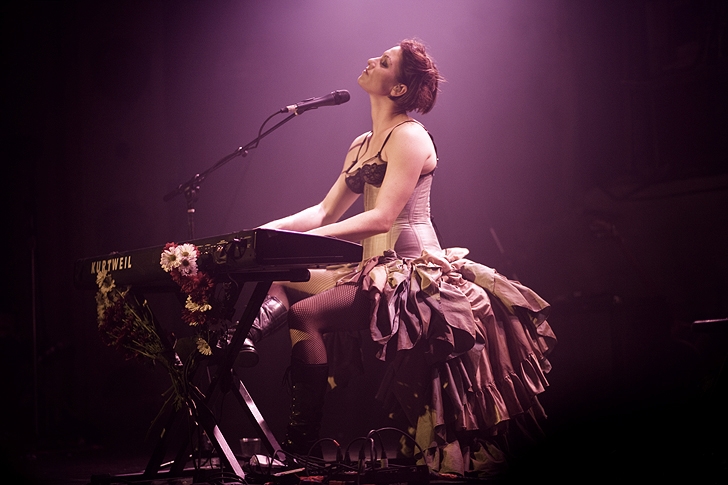
Foto tirada durante a turnê de 2008, de Who Killed Amanda Palmer?

O primeiro album solo de Amanda, Who Killed Amanda Palmer? foi lançado em setembro de 2008, com produção e participação de Ben Folds. O título é um jogo de palavras com a expressão usada pelos fãs da série Twin Peaks durante a temporada original, "Who killed Laura Palmer?". Um livro com fotos de Amanda Palmer aparentemente assassinada foi lançado em Julho de 2009, com fotografia de Kyle Cassidy e incluindo escritos de Neil Gaiman.
August Strindberg foi indiretamente mencionado em uma canção de Amanda chamada "Strength Through Music", que contém o áudio de um cartoon da web chamado Strindberg and Helium. O desenho faz referência quase que exclusivamente ao trabalho de Strindberg.
Em julho de 2007, Palmer fez três shows lotados (em Boston, Hoboken e NYC), num raro formato "com banda". A banda de apoio era o grupo de rock alternativo Aberdeen City, que também participou com a Dixie Dirt. 
Em agosto de 2007, Amanda viajou para se apresentar na Spiegeltent (uma espécie de tenda, ambulante, que abriga vários festivais de arte) e em outros locais no festival Edinburgh Festival Fringe, em Scotland. Se apresentou também no The Edinburgh Show da BBC Two. Ela trabalhou junto com a companhia de teatro australiana, The Danger Ensemble;  com a qual também se apresentou na Spiegeltent em Melbourne e outros locais da Australia em dezembro de 2007. Em setembro de 2007, Amanda trabalhou com Jason Webley para lançar o EP de estreia da Evelyn Evelyn, chamado "Elephant Elephant", que saiu pela Eleven Records, gravadora de Jason.
Em junho de 2008, Amanda estabeleceu sua carreira solo com duas performances bem recebidas, com a Orquestra Pops de Boston. No outono de 2008, ela fez turnê pela Europa com Jason Webley, Zoe Keating e o The Danger Ensemble, apresentando principalmente as canções de seu álbum solo de estreia. Ela fez a maioria dos show com um pé quebrado, que ela machucou na Irlanda, quando um carro passou sobre o seu pé.
Em abril de 2009, ela tocou no Coachella Valley Music and Arts Festival. Também em 2009, Amanda voltou ao colégio onde se formou, o Lexington High School em Massachusetts, para trabalhar com seu antigo diretor e mentor Steven Bogart em uma peça experimental para a produção de primavera do departamento. A peça, With The Needle That Sings In Her Heart, foi inspirada no album da banda Neutral Milk Hotel, In the Aeroplane Over the Seae também no livro Diário de Anne Frank. A peça foi muito bem recebida pela comunidade da Lexington High School e imediações. Avishay Artsy, da NPR (Rádio Nacional) entrevistou o elenco no programa All Things Considered.

## Ligações Externas
- Amanda Palmer. no IMDb.